# Фленсбург
Фленсбург (нім. Flensburg Німецька: [ˈflɛnsbʊʁk] ( прослухати); дан. та ниж.-сакс.: Flensborg; півд.-ютл.: Flensborre; півн.-фриз. Flansborj) — найпівнічніше в Німеччині місто земельного підпорядкування, розташоване в землі Шлезвіг-Гольштейн.

## Географія
Фленсбург знаходиться на півночі федеральної землі Шлезвіг-Гольштейн на узбережжі гавані так званого Фленсбурзького фіорду, що впадає в Балтійське море. Міські райони знаходяться як на західній стороні фіорду, який бере свій початок від Фленсбурга, так і на східному, яка відноситься до півострова Ангельн. Центр міста розташований в долині фіорду, сучасніша забудова знаходиться на схилах і вершинах навколишніх пагорбів гавані. На північному заході і північному сході місто оточене лісами, на півдні, заході і сході — полями. На відстані приблизно 500 м від найпівнічнішої точки фленсбурзької міської межі знаходиться кордон королівства Данія.
У середньому висота над рівнем моря у Фленсбурзі становить бл. 20 м, в центрі — 12 м. Найвища точка Нум знаходиться на висоті 63,7 м. Фленсбург займає площу 56,38 км². Найдовша протяжність з півночі на південь дорівнює 7,6 км, із заходу на схід — 9,6 км. Довжина міського кордону становить 32,0 км.

## Відомі особистості
У місті народилась:
- Ельвіра Мадіґан (1867—1889) — данська циркова акторка.

## Галерея

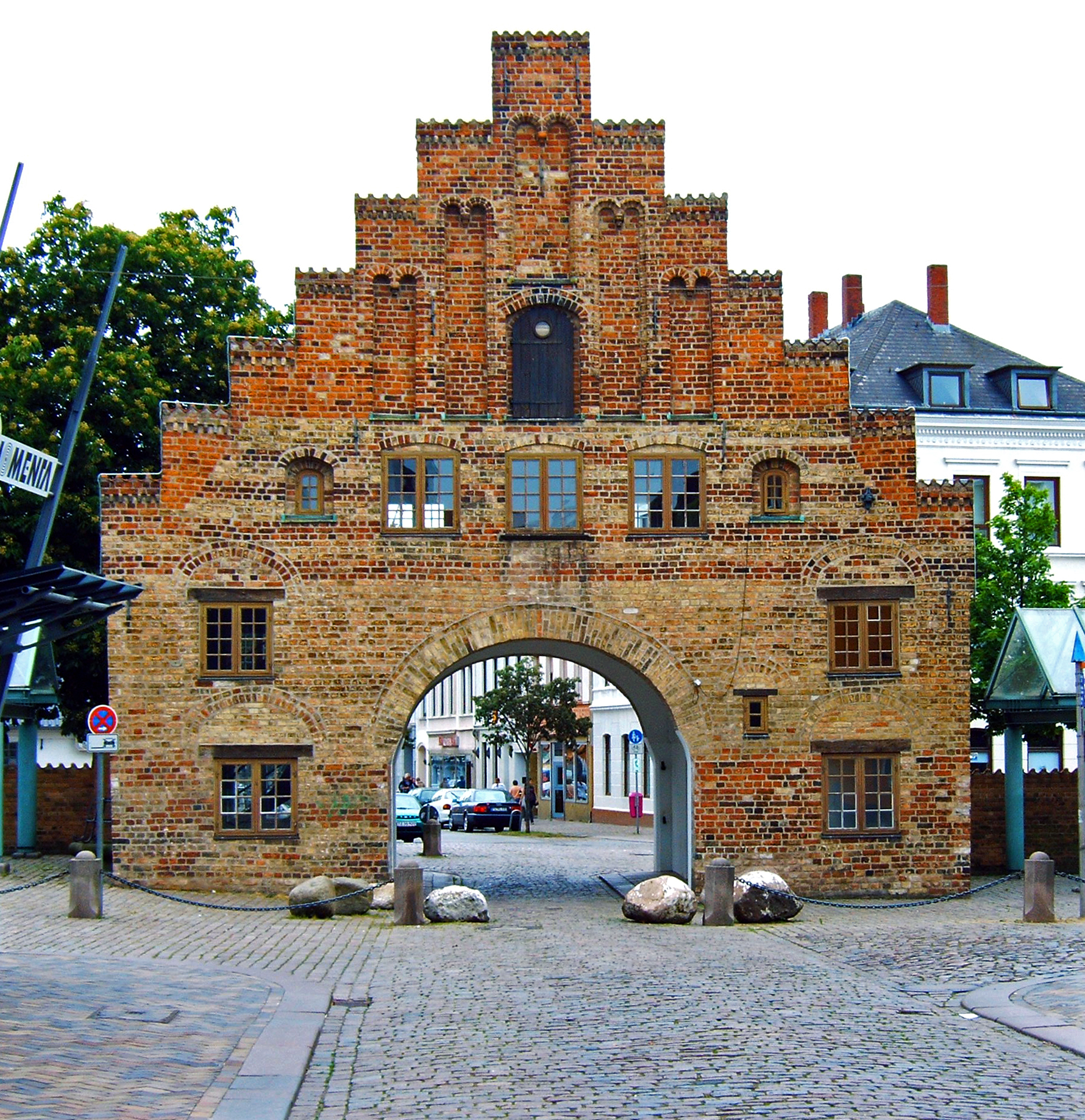
Nordertor
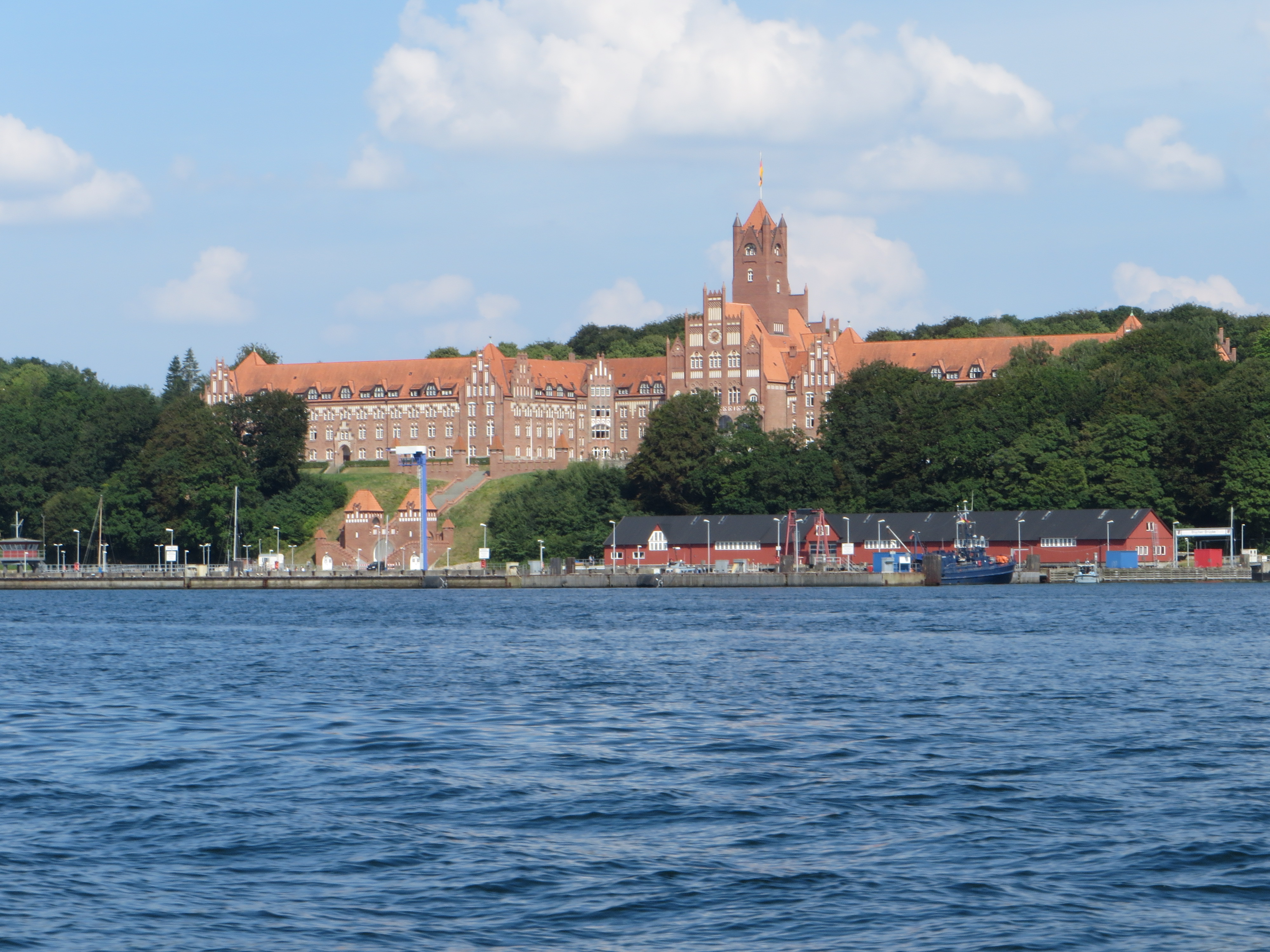
Marineschule Mürwik
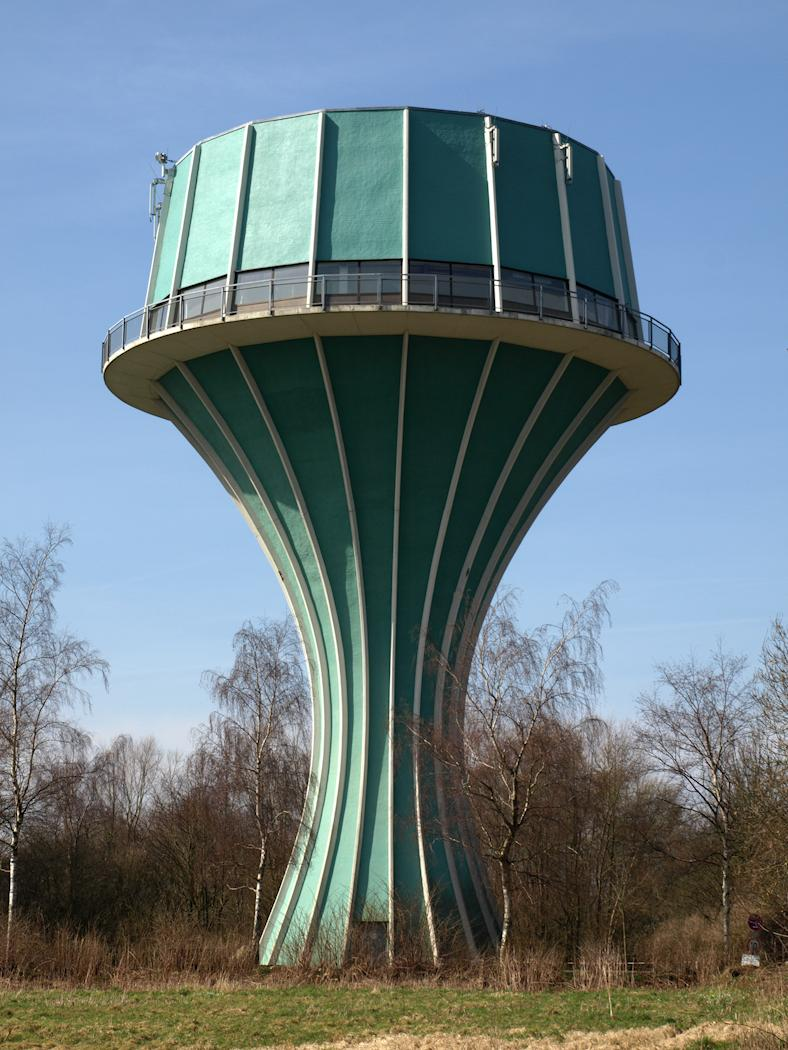
Mürwiker Wasserturm
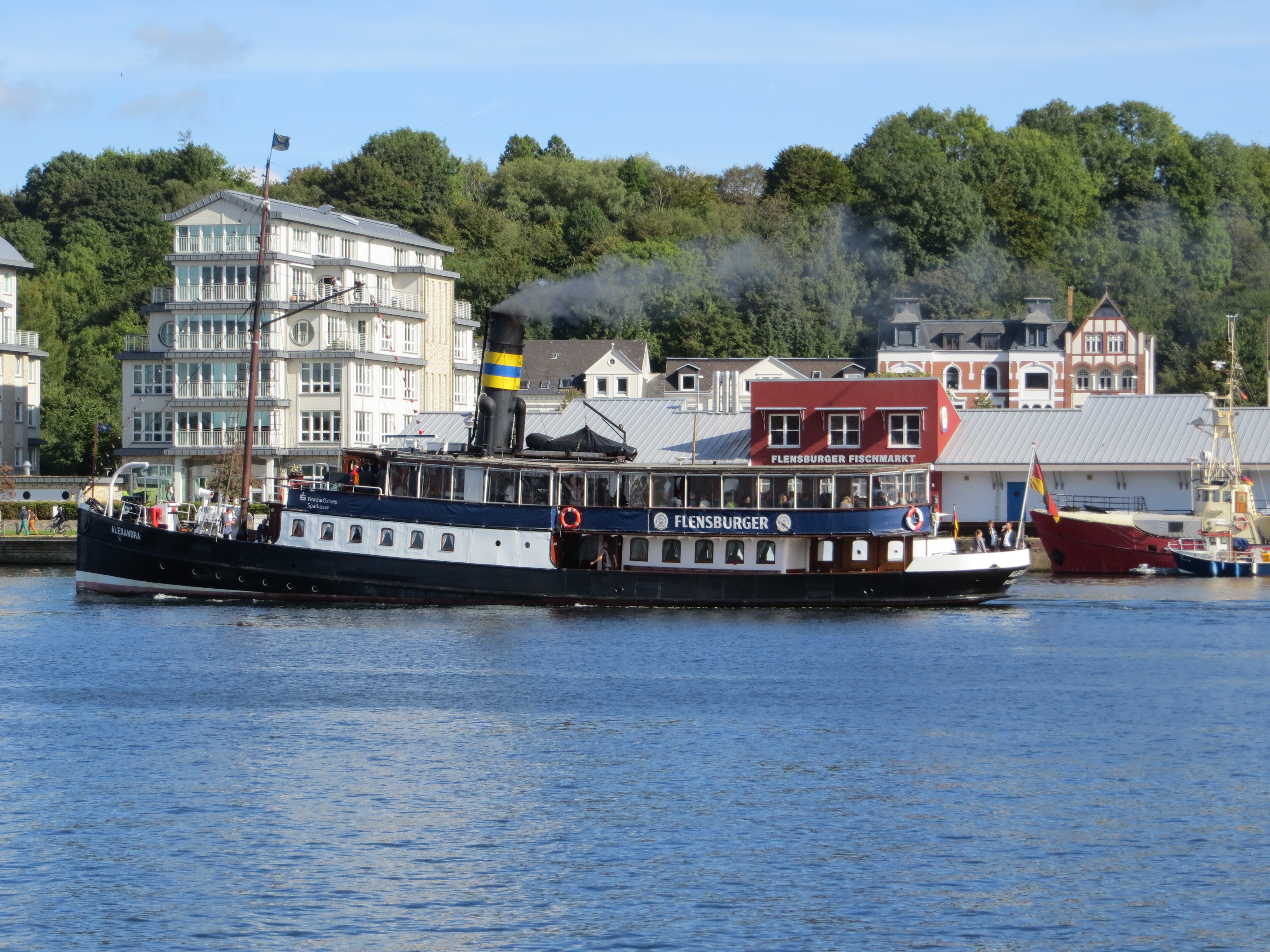
Alexandra
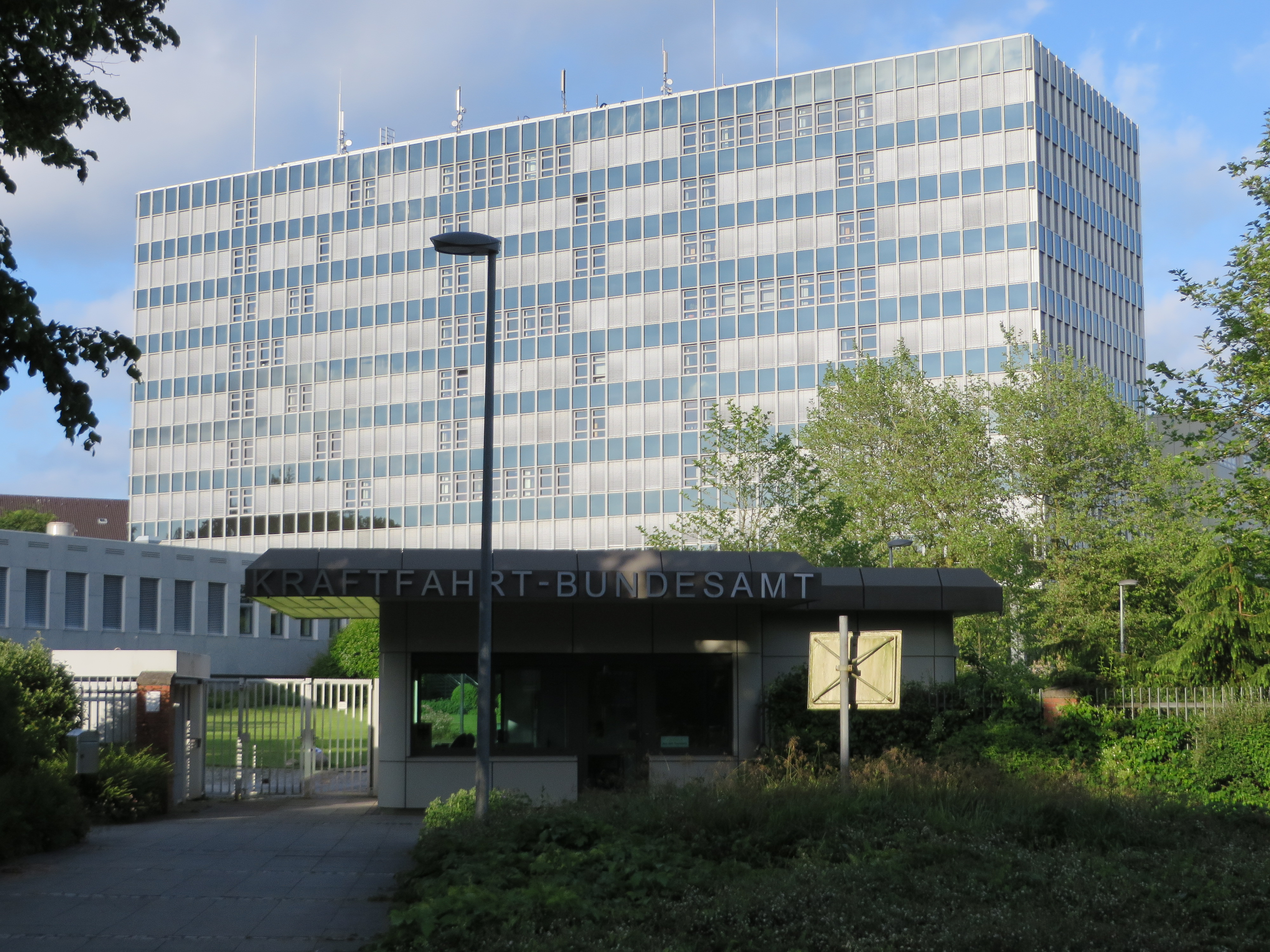
KBA